# I Take This Woman
Pour plus de détails, voir Fiche technique et Distribution.
I Take This Woman est un film américain réalisé par Marion Gering, sorti en 1931.

## Fiche technique
- Titre original : I Take This Woman
- Réalisation : Marion Gering
- Scénario : Vincent Lawrence d'après le roman Lost Ecstacy de Mary Roberts Rinehart
- Société de production et de distribution : Paramount Pictures
- Musique : Rudolph G. Kopp et Ralph Rainger (non crédités)
- Photographie : Victor Milner
- Costumes : Travis Banton
- Pays d'origine : États-Unis
- Format : Noir et blanc - Son : Mono
- Genre : Drame romantique
- Durée : 72 minutes
- Date de sortie :
  - États-Unis : 27 juin 1931

## Distribution
- Gary Cooper : Tom McNair
- Carole Lombard : Kay Dowling
- Helen Ware : Tante Bessie
- Lester Vail : Herbert Forrest
- Charles Trowbridge : M. Dowling
- Clara Blandick : Sue Barnes
- Gerald Fielding : Bill Wentworth
- Al Hart : Jake Mallory
- Guy Oliver : Sid
- Syd Saylor : Shorty
- Mildred Van Dorn : Clara Hammell
- Leslie Palmer : Phillips
- Ara Haswell : Nora
- Frank Darien : Agent de la gare
- David Landau : Patron de cirque